# Gardenia obtusifolia
Gardenia obtusifolia là một loài thực vật có hoa trong họ Thiến thảo. Loài này được Roxb. ex Hook.f. mô tả khoa học đầu tiên năm 1880.